# Johan Goossens (cabaretier)
Johan Goossens (Sprang-Capelle, 17 november 1982) is een Nederlandse cabaretier, schrijver en voormalig docent. In zijn werk komen anekdotes voor over zijn ervaringen voor de klas en zijn wederwaardigheden in zijn eigen seksleven. Hij won in 2006 het Groninger Studenten Cabaret Festival en maakte een show over Ghana, waar hij vrijwilligerswerk deed. Goossens schreef columns voor Trouw en Het Parool. Columns uit Het Parool werden in 2014 gebundeld onder de titel Wie heeft er wél een boek bij zich? - een jaar lang leraar op een ROC. Tevens was hij lid van Het Nieuwe Lied en speelde hij rollen in Jules de Corte? Zo kende ik hem niet!, Sinterklaas & Pakjesboot 13 en Onderweg naar morgen. Hij werd genomineerd voor de Neerlands Hoopprijs voor meest veelbelovende cabaretier en in het seizoen 2015 schreef en acteerde hij voor Koefnoen. Hij gaf tot medio 2017 les op een ROC in Amsterdam. In 2015 deed Goossens mee aan De Slimste Mens. Tevens was hij kandidaat in het twintigste seizoen van Wie is de Mol?.

## Cabaretprogramma's
- 2006: Punaise
- 2008: A-boom!
- 2010: Maandag
- 2013: Leer mij de mensen kennen
- 2015-2016: Daglicht
- 2017-2019: Vlam
- 2019-2021: In het beste geval
- 2021-heden: Kleine pijntjes

## Prijzen
- 2006: Groninger Studenten Cabaret Festival
- 2013: nominatie Neerlands Hoopprijs

## Boek
| Jaar | Titel                                                                 | Uitgever   | ISBN          | Notitie                           |
| ---- | --------------------------------------------------------------------- | ---------- | ------------- | --------------------------------- |
| 2014 | Wie heeft er wél een boek bij zich? - een jaar lang leraar op een ROC | Thomas Rap | 9789400404311 | Gebundelde columns uit Het Parool |